# Joelle Murray
Joelle Murray (* 7. November 1986 in Chirnside, Schottland) ist eine schottische ehemalige Fußballnationalspielerin. Die Abwehrspielerin stand von 2000 bis 2024 beim schottischen Verein Hibernian Edinburgh unter Vertrag, bei dem sie nun Co-Trainerin ist. Sie und spielte von 2007 bis 2019 für die schottische Nationalmannschaft.

## Karriere

### Vereine
Murray begann ihrer Heimatstadt Chirnside mit dem Fußballspielen und spielte bis zum 12. Lebensjahr in gemischten Mannschaften mit Knaben und Mädchen, zunächst mit dem Coldstream Boys Club und dann dem Chirnside boys club. Da es ab einem Alter von 12 Jahren in Schottland für Mädchen nicht mehr erlaubt ist mit Knaben zu spielen, wechselte sie 1998 sie zu Hibernian Edinburgh, wo sie die verschiedenen U-Teams durchlief und Kapitänin der U-17-Mannschaft wurde. Anschließend spielte sie in der ersten Mannschaft der Hibs, mit der sie 2011 mit dem Liga-Pokal ihren ersten Titel gewann. Es folgten weitere Titel im Pokal und auch wieder im Ligapokal, eine Meisterschaft konnte sie mit den Hibs noch nicht gewinnen. Es reichte bisher nur zu fünf Vizemeisterschaften. 2015 profitierte sie davon, dass für die UEFA Women’s Champions League 2016/17 erstmals auch der schottische Vizemeister zugelassen und direkt für das Sechzehntelfinale qualifiziert war. Hier kam sie in beiden Spielen gegen den deutschen Meister FC Bayern München zum Einsatz, verlor aber beide Spiele (0:6 und 1:4). Da auch der schottische Meister Glasgow City FC im Sechzehntelfinale ausschied, musste der schottische Vizemeister in der UEFA Women’s Champions League 2017/18 in die Qualifikation. Die „Hibs“ konnten sich aber als Vizemeister von 2016 bei einem Turnier in Rumänien nicht gegen die Gastgeberinnen des CFF Olimpia Cluj durchsetzen und schieden als zweitschlechster Gruppenzweiter aus. Murray kam in den drei Spielen zum Einsatz und verpasste keine Minute. In der Qualifikation zur UEFA Women’s Champions League 2019/20 konnte sie sich mit Hibernian bei einem Turnier in Slowenien mit drei Siegen durchsetzen, wobei sie beim 2:1 gegen Cardiff Metropolitan University ein Tor erzielte. Bei einem Remis wären sie Gruppenzweite geworden. Im Sechzehntelfinale verloren sie dann aber zweimal (1:4 und 1:5) gegen Slavia Prag.

### Nationalmannschaft
Murray spielte für die schottische U-19-Mannschaft in der Qualifikation zur U-19-Fußball-Europameisterschaft der Frauen 2005, die die Schottinnen erstmals erreichten. Dort schieden sie aber nach drei Niederlagen mit dem Negativrekord von 2:11 Toren aus, was erst drei Jahre später von der eigenen U-19-Mannschaft mit 2:12 Toren „überboten“ wurde.
Zu ihrem ersten Einsatz in der A-Nationalmannschaft kam sie am 26. August 2007 beim 3:2-Sieg gegen Belgien, wo sie drei Minuten vor dem Spielende eingewechselt wurde. Einen Monat später wurde sie beim 1:4 gegen Finnland bereits fünf Minuten vor dem Spielende eingewechselt. Am 5. März 2008 kam sie  beim Zypern-Cup 2008 beim 1:2 im Spiel gegen die U-20-Mannschaft der USA in der 62. Minute ins Spiel. Auch in den nächsten Spielen wurde sie nur eingewechselt und kam 2008 nur noch zu einem weiteren Spiel. Ihren ersten Startelfeinsatz hatte sie am 12. Mai 2009 beim 3:1 gegen Nordirland, erzielte dabei in der 83. Minute ihr bisher einziges Länderspieltor zum 3:1-Endstand und wurde zwei Minuten später ausgewechselt. Sie blieb aber auch danach nur Ergänzungsspielerin. 2010 kam sie in neun von 14 Spielen, 2011 dann in keinem und 2012 nur in einem Spiel zum Einsatz. 2013 waren es dann elf Einsätze in den 18 Länderspielen des Jahres, 2014 dann nur vier und 2015 nur ein Einsatz. 2016 wurde sie in den ersten beiden Spielen des Jahres eingesetzt, dann aber erst wieder im vorletzten Spiel des Jahres, dem letzten und entscheidenden Spiel in der Qualifikation für die EM 2017, in dem sich die Schottinnen erstmals für eine EM-Endrunde qualifizieren konnten. Murray stand dabei in der Startelf und spielte über 90 Minuten.
Beim Zypern-Cup 2017 bestritt sie drei der vier Spiele und wurde mit den Schottinnen Fünfte. Sie wurde dann auch noch in den drei Testspielen vor der EM eingesetzt und für die EM nominiert, dort aber nicht eingesetzt.
Im ersten Spiel nach der EM unter der neuen Nationaltrainerin Shelley Kerr wurde sie in der zweiten Halbzeit eingewechselt, danach aber erst wieder 2019 bei zwei Länderspielen während des Januar-Trainingslager in Spanien. Nach einem weiteren Einsatz beim Algarve-Cup 2019 im Spiel um Platz 5, wurde sie am 15. Mai für die WM 2019 nominiert, für die sich die Schottinnen erstmals qualifiziert haben. Bei der WM kam sie aber nicht zum Einsatz und wurde auch danach noch nicht wieder eingesetzt.

## Erfolge
- Schottische Pokalsiegerin: 2016, 2017, 2018
- Schottische Ligapokalsiegerin: 2011, 2016, 2017, 2018, 2019